# I dieci comandamenti (film 1945)
I dieci comandamenti è un film ad episodi del 1945 diretto da Giorgio Walter Chili. Girato a Roma nel 1944, durante l'occupazione tedesca, sino alla liberazione della città, è suddiviso in dieci episodi, uno per ogni comandamento, sceneggiati in modo da cogliere l'essenza delle Tavole della Legge consegnate a Mosè. Fa parte delle pellicole considerate perdute.

## Trama
In un prologo e un epilogo, alcuni giovani sacerdoti vanno per il mondo a divulgare la parola del Signore. Nel film i comandamenti vengono presentati in ordine inverso, dall'ultimo al primo, per mettere in rilievo la linea di ascensione che parte dalle creature umane per arrivare al Creatore.

### Non desiderare la roba d'altri
La giovane Corinna, fidanzata a un giovane onesto, sogna di diventare ricca e di possedere svariati gioielli, ma quando si accorge che per raggiungere lo scopo rischia di perdere l'onore preferisce rinunciare a quella felicità fasulla accettando di sposare il suo fidanzato ed essere povera ma serena.

### Non desiderare la donna d'altri
Una ragazza, sposata a un uomo buono ma dai modi bruschi, accetta la corte di un suo conoscente. Quando sta per tradire il marito, non avrà la forza di commettere l'adulterio preferendo ritornare dal consorte.

### Non fare falsa testimonianza
Una maestra di scuola s'innamora del parroco del paese. Quando il vescovo viene a conoscenza della cosa, convoca la maestra e la rimprovera aspramente: il parroco sarà punito e lei, accortasi del male che ha involontariamente provocato, inizia a disperarsi scoppiando in singhiozzi.

### Non rubare
Linda, la cassiera di un magazzino, per salvare il fratello dal carcere sottrae dalla cassa una grande somma di denaro. Ma l'ammanco sarà evitato, poiché il fratello rifiuterà quell'aiuto disonesto e la donna dovrà rimettere i soldi in cassa prima che il proprietario del magazzino se ne accorga.

### Non ammazzare
Tra due famiglie cova un odio viscerale e si arriva anche alle minacce di morte. Una notte uno dei capifamiglia si apposta per uccidere l'altro rivale, ma quando si accorge che in realtà ha sparato una fucilata al fratello, impazzisce.

### Non commettere atti impuri
Un marito scopre che sua moglie aspetta un bambino: al momento del parto, il medico lo avverte della buona riuscita ma il piccolo è nato con i segni di un brutto male che si porterà dietro tutta la vita. Alla notizia, l'uomo si accascia affranto.

### Onora il padre e la madre
Un arricchito organizza una festa sontuosa per il fidanzamento della figlia, ma rifiuta di ospitare i genitori della ragazza venuti dal paese. Durante la notte lei, piuttosto di sposare il fidanzato aristocratico, preferisce fuggire con un giovane contadino.

### Ricordati di santificare le feste
Due sposi, che vivono separati da molto tempo, si trovano nel collegio dove la loro giovane figlia compie gli studi. Quando assistono alla funzione religiosa della sua prima comunione, tale circostanza riavvicina i coniugi.

### Non nominare il nome di Dio invano
Un giovane infelice rimprovera a una sua giovane amica, che ha scelto di entrare in un monastero per farsi suora, l'egoismo del mondo e la crudeltà dei ricchi. Quando le confessa di non credere in Dio poiché non protegge le persone infelici, lei ribatte che la vera felicità non appartiene a questo mondo.

### Io sono il Signore Dio tuo
Un finanziere, dopo aver rovinato il suo avversario attraverso speculazioni in borsa, viene a sapere dal suo medico che ha una grave malattia, un cancro allo stomaco. In preda al terrore, corre dal suo avversario per chiedere perdono, ma quando viene a sapere che si è suicidato vaga per tutta la notte in preda a rimpianti e rimorsi. Sentendosi perduto, entra in una chiesa, s'inginocchia e inizia a pregare.

## Produzione
Il film, la cui lavorazione iniziò il 15 gennaio 1944, venne ideato esclusivamente per dare modo a tutti coloro che non avevano aderito alla Repubblica Sociale Italiana di poter continuare a lavorare a Roma. Durarono fino alla liberazione della città, nel giugno del 1944. Presentato il 30 marzo del 1945 al Psychological Warfare Branch per una lunghezza della pellicola di 3.325 metri, ottiene il visto di censura il 24 aprile successivo. Il 23 novembre del 1950 venne ripresentato in censura ai fini dell'esportazione in una versione di 4.950 metri, ottenendo il nulla osta il 28 novembre successivo. Il film fu proiettato nelle sale dall'agosto del 1945, e venne presentato anche negli Stati Uniti, dove ebbe la prima proiezione a New York il 5 aprile 1958 con il titolo Ten Commandments.